# Gymnoscelis birivulata
Gymnoscelis birivulata är en fjärilsart som beskrevs av W. Warren 1902. Gymnoscelis birivulata ingår i släktet Gymnoscelis och familjen mätare. Inga underarter finns listade i Catalogue of Life.